# Oni szli Szarymi Szeregami
Oni szli Szarymi Szeregami – polski fabularyzowany film dokumentalny z 2010 roku, w reżyserii Mariusza Malca.

## Fabuła
Bohaterami filmu są członkowie Szarych Szeregów, opowiadający o swoich losach w trakcie okupacji. Ich wypowiedzi uzupełnione są fabularnymi wstawkami przedstawiającymi akcje Szarych Szeregów.

## Obsada
W części fabularnej wystąpili:
- Lesław Żurek jako Tadeusz Zawadzki "Zośka"
- Maciej Zacharzewski jako Aleksy Dawidowski "Alek"
- Bartłomiej Firlet jako Jan Bytnar "Rudy"
- Aleksandra Prykowska jako Barbara Sapińska
- Maciej Mikołajczyk jako Maciej Bittner "Maciek"
- Franciszek Przybylski jako Jerzy Horczak "Wróbel"
- Marcin Kalisz jako Feliks Pendelski "Felek"
- Matina Bocheńska jako Ewa Urbanowicz
- Katarzyna Kołeczek jako Irena Waligórska
- Marcin Rój jako dowódca
- Kacper Rowiński jako chłopiec

Ponadto, w części dokumentalnej, wypowiadali się członkowie Szarych Szeregów: Danuta Rossmanowa, Jerzy Jabrzemski, Urszula Katarzyńska, Tadeusz Jarosz, Tytus Karlikowski, Tadeusz Wiśniewski, Tadeusz Filipowski, Leon Skórzewski, Maria Chojecka, Anna Borkiewcz-Celińska, Wojciech Świątkowski, Tymoteusz Duchowski, Stanisław Krupa, Tadeusz Sułowski i Bogdan Celiński.

## Produkcja
Film został wyprodukowany przez Fundację Filmową Armii Krajowej, przy współfinansowaniu przez Polski Instytut Sztuki Filmowej, Muzeum Historyczne m. st. Warszawy i Ministerstwo Obrony Narodowej.

## Nagrody
Film otrzymał nagrodę specjalną za ukazanie roli patriotycznego wychowania młodzieży w II Rzeczypospolitej, które zaowocowało bohaterską służbą Ojczyźnie w Szarych Szeregach AK w czasie II wojny światowej na Międzynarodowym Katolickim Festiwalu Filmów i Multimediów Niepokalanów 2010.